# Bruce Brody
Bruce Brody (* 1950) je americký hudebník (hráč na klávesové nástroje) a hudební producent.

## Kariéra
V sedmdesátých letech byl členem skupiny Patti Smith Group, s níž nahrál album Easter. Rovněž byl členem doprovodné skupiny velšského hudebníka Johna Calea. V osmdesátých letech spolupracoval se skupinou Lone Justice a později hrál na několika albech její zpěvačky jménem Maria McKee. V roce 2000 produkoval album It's Like This zpěvačky Rickie Lee Jones, na němž rovněž hrál. V roce 1982 složil s Ivanem Králem, rovněž bývalým členem doprovodné skupiny Patti Smith, hudbu k filmu Bistro. Dvojice spolu v říjnu 2012 vystupovala v pořadu Show Jana Krause (v díle natáčeném v USA), kde představila píseň „Angel“, jež později vyšla na Králově albu Always. Během své kariéry spolupracoval s mnoha dalšími hudebníky, mezi něž patří například Tom Verlaine a John Waite a Willie Nile. Rovněž hrál na klávesy při koncertu skupiny U2 (hrál v písni „Please“ při koncertu v newyorské Madison Square Garden).

## Diskografie
- Animal Justice (John Cale, 1977)
- Easter (Patti Smith, 1978)
- Tom Verlaine (Tom Verlaine, 1979)
- Going Up (Joey Wilson, 1980)
- Dreamtime (Tom Verlaine, 1981)
- Do You Like Japan? (Melon, 1982)
- Ignition (John Waite, 1982)
- Strangers in the Night (Peter Baumann, 1983)
- No Brakes (John Waite, 1984)
- Get Close (The Pretenders, 1986)
- Shelter (Lone Justice, 1986)
- Even Cowgirls Get the Blues (John Cale, 1987)
- Bambo (David Roter Method, 1987)
- Maria McKee (Maria McKee, 1989)
- I Am I (Nuclear Valdez, 1989)
- Wild Garden (Lions & Ghosts, 1989)
- Perfect View (The Graces, 1989)
- The Wonder (Tom Verlaine, 1990)
- The Golden Horde (The Golden Horde, 1991)
- You Gotta Sin to Get Saved (Maria McKee, 1993)
- Life Is Sweet (Maria McKee, 1996)
- Danielle's Mouth (Danielle's Mouth, 1996)
- It's Like This (Rickie Lee Jones, 2000)
- Streets of New York (Willie Nile, 2006)
- We've All Been There (Alex Max Band, 2010)